# Диллинджер (фильм, 1973)
«Диллинджер» (англ. Dillinger; 1973) — художественный фильм Джона Милиуса.

## Сюжет
Действие фильма охватывает период с июня 1933 года по июль 1934 года и рассказывает о судьбе знаменитого гангстера Джона Герберта Диллинджера, грабившего банки на Среднем Западе США. В центре сюжета — противостояние Диллинджера и специального агента ФБР Мелвина Пёрвиса. От лица последнего ведётся рассказ. Практически все действующие лица в фильме реально существовавшие люди, большая часть сюжетных ходов также взята из истории Диллинджера.

## В ролях
- Уоррен Оутс — Джон Диллинджер
- Бен Джонсон — Мелвин Пёрвис
- Мишель Филлипс — Билли Фрешетт
- Клорис Личмен — Анна Сейдж
- Гарри Дин Стэнтон — Гомер Ван Митр
- Джеффри Льюис — Гарри Пьерпонт
- Джон Райан — Чарльз Макли
- Ричард Дрейфус — Малыш Нельсон
- Стив Кэнэли — Красавчик Флойд
- Джон Мартино — Эдди Мартин
- Рой Дженсон — Сэмюэль Коули
- Рид Морган — Большой Джим Уоллард
- Фрэнк Макрей — Рид Янгблад

## Съёмочная группа
- Производство: American International Pictures
- Режиссёр: Джон Милиус
- Продюсеры: Сэмюль З. Аркофф, Базз Фейтшанс, Лоренс Гордон, Роберт Папазян
- Автор сценария: Джон Милиус
- Оператор: Джулс Бреннер
- Композитор: Барри Де Ворзон

## История создания
Фильм стал режиссёрским дебютом Джона Милиуса, к тому времени имевшему опыт сценариста в таких фильмах, как «Грязный Гарри» и «Жизнь и времена судьи Роя Бина».
Уоррен Оутс и Бен Джонсон ранее сыграли вместе в фильме Сэма Пекинпы «Дикая банда». Оутс, сыгравший Диллинджера, внешне очень похож на него, однако, намного старше своего героя (Диллинджеру, когда он погиб, был тридцать один год, Оутсу во время съёмок фильма — сорок пять). Видимо, поэтому и для роли Мелвина Пёрвиса, ровесника Диллинджера, был выбран достаточно пожилой Бен Джонсон (1918 года рождения, т. о. во время съемок фильма ему было более пятидесяти лет). Роль подруги Диллинджера сыграла певица Мишель Филлипс — участница группы «Mamas & Papas».